# Diócesis de São Luís de Montes Belos
La diócesis de São Luís de Montes Belos (en latín: Dioecesis Sancti Aloisii de Montes Belos y en portugués: Diocese de São Luís de Montes Belos) es una circunscripción eclesiástica de la Iglesia católica en Brasil. Se trata de una diócesis latina, sufragánea de la arquidiócesis de Goiânia, que tiene al obispo Lindomar Rocha Mota como su ordinario desde el 22 de enero de 2020.

## Territorio y organización

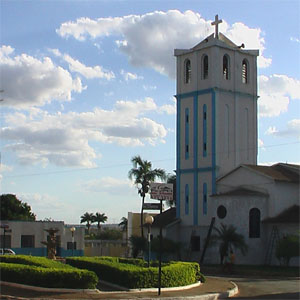
Iglesia parroquial de Palestina de Goiás

La diócesis tiene 43 965 km² y extiende su jurisdicción sobre los fieles católicos de rito latino residentes en 36 municipios del estado de Goiás: São Luís de Montes Belos, Acreúna, Adelândia, Americano do Brasil, Amorinópolis, Anicuns, Aragarças, Arenópolis, Aurilândia, Avelinópolis, Baliza, Bom Jardim de Goiás, Cachoeira de Goiás, Caiapônia, Cezarina, Córrego do Ouro, Diorama, Doverlândia, Firminópolis, Indiara, Iporá, Israelândia, Ivolândia, Jandaia, Jaupaci, Moiporá, Montes Claros de Goiás, Nazário, Palestina de Goiás, Palmeiras de Goiás, Palminópolis, Paraúna, Piranhas, São João da Paraúna, Turvânia y Turvelândia.
La sede de la diócesis se encuentra en la ciudad de São Luís de Montes Belos, en donde se halla la Catedral de San Luis Gonzaga.
En 2020 en la diócesis existían 63 parroquias.

## Historia
La prelatura territorial de São Luís de Montes Belos fue erigida el 25 de noviembre de 1961 con la bula Cum venerabilis del papa Juan XXIII, obteniendo el territorio de la arquidiócesis de Goiânia y de las diócesis de Goiás y Jataí.
El 4 de agosto de 1981 la prelatura territorial fue elevada a diócesis con la bula Qui ad Beatissimi Petri del papa Juan Pablo II.
El 3 de agosto de 1990, con la carta apostólica Cum nuper, el papa Juan Pablo II confirmó a san Luis Gonzaga como patrono de la ciudad episcopal y de la diócesis.

## Estadísticas
De acuerdo al Anuario Pontificio 2018 la diócesis tenía a fines de 2017 un total de 304 490 fieles bautizados.
| Año                                                                             | Población            | Población | Población      | Sacerdotes | Sacerdotes    | Sacerdotes    | Bautizados por sacerdote | Diáconos permanentes | Religiosos | Religiosos | Parroquias |
| Año                                                                             | Bautizados católicos | Total     | % de católicos | Total      | Clero secular | Clero regular | Bautizados por sacerdote | Diáconos permanentes | Varones    | Mujeres    | Parroquias |
| ------------------------------------------------------------------------------- | -------------------- | --------- | -------------- | ---------- | ------------- | ------------- | ------------------------ | -------------------- | ---------- | ---------- | ---------- |
| 1966                                                                            | 170 000              | 232 414   | 73.1           | 18         | 2             | 16            | 9444                     |                      |            | 8          | 6          |
| 1968                                                                            | 185 544              | 202 559   | 91.6           | 21         | 2             | 19            | 8835                     |                      | 19         | 17         | 11         |
| 1976                                                                            | 264 000              | 305 000   | 86.6           | 14         | 3             | 11            | 18 857                   | 1                    | 12         | 23         | 14         |
| 1980                                                                            | 262 000              | 315 000   | 83.2           | 21         | 7             | 14            | 12 476                   |                      | 14         | 31         | 18         |
| 1990                                                                            | 312 000              | 398 000   | 78.4           | 26         | 8             | 18            | 12 000                   | 3                    | 18         | 49         | 20         |
| 1999                                                                            | 223 000              | 294 000   | 75.9           | 20         | 9             | 11            | 11 150                   | 2                    | 11         | 66         | 37         |
| 2000                                                                            | 239 940              | 299 925   | 80.0           | 23         | 12            | 11            | 10 432                   | 2                    | 11         | 58         | 37         |
| 2001                                                                            | 199 434              | 265 913   | 75.0           | 17         | 7             | 10            | 11 731                   | 4                    | 10         | 58         | 37         |
| 2002                                                                            | 219 000              | 293 016   | 74.7           | 21         | 12            | 9             | 10 428                   | 6                    | 10         | 55         | 37         |
| 2003                                                                            | 191 746              | 286 198   | 67.0           | 23         | 12            | 11            | 8336                     | 4                    | 12         | 55         | 37         |
| 2004                                                                            | 207 283              | 294 008   | 70.5           | 18         | 8             | 10            | 11 515                   | 6                    | 11         | 53         | 37         |
| 2010                                                                            | 207 000              | 308 000   | 67.2           | 28         | 18            | 10            | 7392                     | 8                    | 15         | 31         | 37         |
| 2014                                                                            | 214 700              | 320 000   | 67.1           | 31         | 23            | 8             | 6925                     | 7                    | 10         | 24         | 37         |
| 2017                                                                            | 297 550              | 347 970   | 85.5           | 30         | 21            | 9             | 9918                     | 16                   | 9          | 23         | 52         |
| 2020                                                                            | 304 490              | 356 000   | 85.5           | 41         | 31            | 10            | 7426                     | 15                   | 10         | 19         | 63         |
| Fuente: Catholic-Hierarchy, que a su vez toma los datos del Anuario Pontificio. |                      |           |                |            |               |               |                          |                      |            |            |            |

## Episcopologio
- Estanislau Arnoldo Van Melis, C.P. † (26 de noviembre de 1962-10 de febrero de 1987 retirado)
- Washington Cruz, C.P. (10 de febrero de 1987-8 de mayo de 2002 nombrado arzobispo de Goiânia)
- Carmelo Scampa (30 de octubre de 2002-22 de enero de 2020 retirado)
- Lindomar Rocha Mota, desde el 22 de enero de 2020